# Ray Anthony Johnsson
Ray Anthony Johnsson (ur. 3 lutego 1979 w Cebu City) – filipiński piłkarz grający w islandzkim ÍBK Keflavík, do którego trafił w 2013 roku. Występuje na pozycji obrońcy. W reprezentacji Filipin zadebiutował w 2010 roku. Do tej pory rozegrał w niej 29 meczów (stan na 29 maja 2013).